# West Alexandria, Ohio
West Alexandria là một làng thuộc quận Preble, tiểu bang Ohio, Hoa Kỳ. Năm 2010, dân số của làng này là 1340 người.